# Internationale Friedensfahrt 2000
Die 53. Internationale Friedensfahrt (Course de la paix) war ein Straßenradrennen, das vom 5. bis 13. Mai 2000 ausgetragen wurde.
Die 53. Auflage der Internationalen Friedensfahrt bestand aus 10 Einzeletappen und führte auf einer Gesamtlänge von 1608 km von Hannover über Kudowa-Zdrój nach Prag. Mannschaftssieger war Team Nürnberger ( Deutschland). Der beste Bergfahrer war Arkadiusz Wojtas aus der Mannschaft Team Mroz ( Polen).
Insgesamt waren 132 Fahrer am Start. Bis zu 6 Fahrer pro Team sind erlaubt.
Teilnehmer waren:
| Teams                            | Teams                                  |
| -------------------------------- | -------------------------------------- |
| Team Telekom ( Deutschland)      | Mapei-Quick Step ( Italien)            |
| Farm Frites ( Niederlande)       | Lampre ( Italien)                      |
| Alessio-Banka SMG ( Italien)     | Bankgiroloterij-Batavus ( Niederlande) |
| Mroz-Supradyn Witaminy ( Polen)  | KRKA Telekom ( Slowenien)              |
| Team Cologne ( Deutschland)      | Team Nürnberger ( Deutschland)         |
| Wüstenrot-ZVVZ ( Tschechien)     | Colpack ( Italien)                     |
| Team Gerolsteiner ( Deutschland) | Agro Adler Brandenburg ( Deutschland)  |
| PSK Unit Expert ( Tschechien)    | Team Bunte Berte ( Deutschland)        |
| MAT Ceresit CCC ( Polen)         | Legia Bazyliszek ( Polen)              |
| Atlas Lukulus ( Polen)           |                                        |

| Deutschland | Slowakei | Tschechien |

## Details
| Ergebnis | Ergebnis         | Ergebnis      | Ergebnis           | Ergebnis |
| -------- | ---------------- | ------------- | ------------------ | -------- |
| Erster   | Piotr Wadecki    | ø 38,3 km/std | Team Mroz ()       |          |
| Zweiter  | Piotr Przydział  |               | MAT-Ceresit CCC () |          |
| Dritter  | Steffen Wesemann |               | Team Telekom ()    |          |

| Etappe     | Start – Ziel             | Etappensieger                    | Etappen- länge | Fahrzeit |
| ---------- | ------------------------ | -------------------------------- | -------------- | -------- |
| 01. Etappe | Rund um Hannover         | Steffen W. (Team Telekom )       | 177 km         | 4:02:07  |
| 02. Etappe | Wolfsburg – Wernigerode  | Arkadiusz Wojtas (MSW )          | 167 km         | 4:07:30  |
| 03. Etappe | Wernigerode – Halle      | Danilo Hondo (Team Telekom )     | 118 km         | 3:02:03  |
| 04. Etappe | Halle - Leipzig          | Steffen Wesemann (Team Telekom ) | 037,2 km       | 2:49:28  |
| 05. Etappe | Riesa – Zgorzelec        | Danilo Hondo (Team Telekom )     | 170 km         | 4:14:22  |
| 06. Etappe | Lubań – Kudowa-Zdrój     | Bert Dietz (Team Nürnberger )    | 191 km         | 4:55:32  |
| 07. Etappe | Kłodzko – Kudowa-Zdrój   | Andreas Klöden (Team Telekom )   | 179 km         | 4:40:14  |
| 08. Etappe | Trutnov – Ústí nad Labem | Alessandro Bertolini (ABS )      | 230 km         | 6:07:13  |
| 09. Etappe | Most – Karlovy Vary      | Dainis Ozols (MCC )              | 184 km         | 4:39:19  |
| 10. Etappe | Karlovy Vary – Prag      | Ondřej Sosenka (PUE )            | 171 km         | 4:36:47  |